# Entephria paradoxa
Entephria paradoxa là một loài bướm đêm trong họ Geometridae.